# Toyota Verossa
La Toyota Verossa è una autovettura prodotta dalla casa automobilistica giapponese Toyota dal luglio 2001 all'aprile 2004.
Dopo che la produzione dei modelli Chaser e Cresta fu interrotta nel 2000, Toyota sostituì entrambe le berline con la Verossa nel 2001. Il nuovo modello seguiva lo schema meccanico a motore anteriore e trazione posteriore.
La Verossa era alimentata da un motore a sei cilindri in linea con due alberi a camme in testa e 24 valvole, che erogava potenze comprese tra 160 CV (118 kW) e 280 CV (206 kW). Il motore da 2,0 litri era del tipo 1G-FE, i due motori da 2,5 litri del tipo 1JZ-FSE o 1JZ-GTE. Il modello 2.0 litri era disponibile anche con trazione integrale.
Nel 2004 la produzione della Verossa è stata interrotta a causa delle vendite al disotto delle aspettative.